# Plectromerus hovorei
Plectromerus hovorei là một loài bọ cánh cứng trong họ Cerambycidae.